# 內謝雷托韋
49°23′49″N 38°47′55″E / 49.39694°N 38.79861°E
內謝雷托韋（烏克蘭語：Нещеретове）是位於烏克蘭東部的村莊，由盧甘斯克州斯瓦托韋區的比洛庫拉基內市鎮負責管轄。該村始建於1711年，面積45.3平方公里，海拔高度64米，2001年人口6,000。